# 찬송가(UNION HYMNAL)
찬송가(UNION HYMNAL)는 서울특별시 동작구 상도로 369 숭실대학교 한국기독교박물관에 있는 찬송가이다. 2016년 12월 15일 등록 예고를 거쳐, 2017년 2월 15일 대한민국의 국가등록문화재 제675호로 지정되었다.

## 개요
『찬송가(UNION HYMNAL)』는 장로교와 감리교의 합동찬송가로서 장로교의 배위량 선교사의 부인인 안애리(Mrs. Annie Laurie Adams Baird, 1864~1916)와 민로아(閔老雅, F. S. Miller, 1866~1952) 선교사 그리고 감리교의 방거(房巨, D. A. Bunker, 1853~1932) 선교사 등이 편집위원이 되어 만든 262편의 무곡조 찬송가이다. 우리나라 개신교 최초의 합동찬송가인 이 『찬송가(UNION HYMNAL)』는 1908년에 요코하마(橫賓)의 후쿠인(福音) 인쇄소에서 발행된 소형본(小形本)이다.

## 같이 보기
- 찬송가성경책